# Zgodovinsko mesto Dmanisi
Zgodovinsko mesto Dmanisi (gruzinsko დმანისის ნაქალაქარი, latinizirano: dmanisis nakalakari, dob. 'ruševine nekdanjega mesta Dmanisi') je zgodovinska in arheološka lokacija v Gruziji na severu vasi Patara Dmanisi v občini Dmanisi v južno-osrednji regiji Kvemo Kartli, približno 85 km jugozahodno od Tbilisija, glavnega mesta Gruzije.
Stoji na rtu ob sotočju rek Mašavera in Pinezauri in je muzej na prostem, ki vsebuje zgodnjesrednjeveško stolnico Dmanisi Sioni in ruševine enega najpomembnejših mest in trgovskih središč v srednjeveški Gruziji z utrdbami, cerkvami, muslimanskim in krščanskim pokopališčem, kopališči in delavnicami. Paleoarheološko najdišče v Dmanisiju, odkrito pod srednjeveškimi plastmi, je dalo niz fosilov homininov, datiranih pred približno 1,85 do 1,75 milijona let, kar je eden najzgodnejših nedvoumnih dokazov o prisotnosti rodu Homo zunaj afriške celine.

## Zgodovina

### Zgodnja zgodovina in muslimanska vladavina
Na območju Dmanisi je nekoč živelo eno največjih in najbogatejših mest v srednjeveški Gruziji. Gruzijski učenjak, geograf, zgodovinar in kartograf princ Vahušti Bagratitd iz 18. stoletja razlaga toponim Dmanisi kot izvira iz starogruzijskega daba - zaselek.
Dmanisi je nastal iz majhne naselbine okoli škofovskega sedeža z jurisdikcijo nad dolinama Dmanishevi (Mašavera) in Kcia in je bil že znan med šestimi škofijami Kartlija v 6. stoletju, v veliko trgovsko mesto v 9.–10. stoletju, ko je bilo območje pod arabsko oblastjo. Glede na srednjeveške gruzijske kronike je kalifov poveljnik Bugha al-Kabir med svojim pohodom v Kartli leta 853 naselil 100 alanskih gospodinjstev iz Darialana v Dmanisi. Leta 989 je Dmanisi osvojil armenski kralj David I., vendar se zdi, da je mesto nato prešlo pod muslimansko oblast. Gruzijske kronike omenjajo določenega Sitlarabija, očitno pokvarjenega imena Sayyida al-'Araba, muslimana iz Dmanisija, ki ga je kralj Bagrat IV. Gruzijski leta 1068 postavil za svojega vazalnega emirja v Tiflisu. Neimenovani emir Dmanisija znano je, da je podprl seldžuškega poveljnika Sau-tegina Sarhanga al-Khassa – Sarang Alkhazija iz gruzijskih virov  - proti kralju Juriju II. Gruzijskemu leta 1073.

### Gruzijsko kraljestvo
Ogrožena zaradi preporodne gruzijske monarhije, se je muslimanska oligarhija Dmanisija pridružila pritožbi Ganže in Tiflisa seldžuškemu sultanu Mahmudu II. zoper posege Davida IV. Gruzijskega leta 1121. David je Dmanisi zajel marca 1123, vendar je moral njegov sin Demetrij I. ponovno osvojiti mesto leta 1125. Pod Kraljevino Gruzijo je Dmanisi še naprej uspeval; cvetela sta obrt in trgovina. Po besedah Yaquta al-Hamawija je mesto izvažalo svilo. O živahni gospodarski zgodovini Dmanisija priča več kot 800 kovancev, večinoma tujih, najdenih na tem območju, pa tudi arheološki artefakti, kot so uvožena iranska fajansa in kitajski seladon ter lokalno proizvedena lončenina, steklena posoda in nakit.
Prebivalstvo srednjeveškega Dmanisija je bilo heterogeno. Muslimani so predstavljali največjo skupino v mestu, kot kaže veliko pokopališče z arabskimi napisi iz 13.–14. stoletja, ki številčno presega obstoječe krščanske – gruzijske in armenske – nagrobnike. Nekateri muslimani so odšli po gruzijskem prevzemu: šejk po imenu Sadr ad-Din Hamid b. Ali ad-Damanisi (umrl 1245) je upravljal medreso v Damasku. Položaj emirja je bil zdaj zmanjšan na položaj imenovanega kraljevega uradnika: kamniti napis iz zgodnjega 13. stoletja v gruzijščini iz majhne porušene kapele v Dmanisiju omenja sodobnega emirja Jurija IV. Joba, sina Mikrika, ki je postavil križni kamen v imenu svetega Dimitrija.
Ko je Gruzija postala vazal Mongolskega cesarstva, je bil Dmanisi izbran za proizvodnjo kovancev: leta 1245 so kovali bakreno vrsto v imenu Davida VI. Gruzijskega. V 1270-ih je bil Demetrij II. Gruzijski prisiljen, da je Dmanisi in okoliško okrožje prepustil svojemu močnemu ministru Sadunu, ki je imel zaupanje Mongolov. Kralj David VIII., ki je bil v dobrih odnosih z mongolskim kanom Baydujem, je uspel pridobiti Dmanisi leta 1293, vendar ga je pozneje izgubil zaradi svojega tekmeca, brata Vahtanga III., ki je bil pokopan v mestu ob njegovi smrti leta 1308. Dmanisi je nato prešel v posest Vahtangovega starejšega sina Demetrija. 

### Padec
Timurjevi vdori v Gruzijo med letoma 1386 in 1403 so pripeljali do konca Dmanisijevega razcveta. Leta 1486 je mesto uničil v napadu Yaqub bin Uzun Hasan, vladar Aq Qoyunluja. Po dokončnem razpadu Gruzijskega kraljestva v 1490-ih je postal del Kraljevine Kartli. Dmanisi je nato krona podelila družini Baratašvili, katere dve liniji sta leta 1536 razdelili celotno mesto in njegove prostore. Dmanisi so leta 1578 zasedle in utrdile osmanske čete, vendar si ga je leta 1583 povrnil kralj Simon I. Kartli. Dmanisi je bil le malo več kot vojaška postojanka v lasti Baratašvilijev. Skromna oživitev gospodarskega in cerkvenega življenja v Dmanisiju, takrat znanem tudi kot Dbanisi, se je v začetku 18. stoletja izkazala za kratkotrajno. Dmanisijevemu padcu v obnovljeni vojni in politični anarhiji je sledila razpustitev njegovega škofovskega sedeža sredi 18. stoletja; območje je postalo v veliki meri opustošeno, dokler niso začela nastajati nova podeželska naselja okoli nekdanjega mesta, ki je bilo že pod cesarsko rusko oblastjo nad Gruzijo v začetku 19. stoletja. Eden od teh, Baškičeti, se je po zgodovinskem mestu leta 1947 preimenoval v Dmanisi.

## Raziskovanje
Leta 1853 sta ruševine v Dmanisiju prvič obiskala in na kratko opisala polkovnik Ivan Bartolomei in princ Dimitri Orbeliani. Nekatere gruzijske napise, ki so jih kopirali ti možje, je leta 1854 objavila francoska znanstvenica Marie-Félicité Brosset. Ekvtime Taqaišvili je nadzoroval nekaj izkopavanj na nekropoli Dmanisi in leta 1894 ponovno objavil gruzijske napise.
Arheološko raziskovanje ruševin se je začelo leta 1936, sistematična izkopavanja pa so bila izvedena šele v 1980-ih. Pri tem je postalo očitno, da so bile srednjeveške jame ali kleti vkopane v nanose peska in pepela, ki so vsebovale prazgodovinske živalske kosti in kamnita orodja. Leta 1991 so odkrili človeško čeljust in zobe, ki so bili anatomsko podobni Homo erectusu, čemur je sledilo prelomno odkritje serije lobanj med letoma 1991 in 2005. Izpred približno 1,85 do 1,75 milijona let je Dmanisi postal eden najstarejših človeških bivališč kjer koli v Evraziji. Leta 2007 je bilo arheološko najdišče hominidov Dmanisi dodano na poskusni seznam Unescovega centra svetovne dediščine.
Aprila 2021 je študija, ki je temeljila na okostjih homininov, odkritih v Dmanisiju, pokazala, da imajo lobanje obliko, ki kaže na razporeditev možganov, ki je bolj podobna tisti pri opicah, ne pa pri modernejših vrstah rodu Homo. Študija je zlasti ugotovila, da je del možganov, ki je odgovoren za govor, Brocino območje, bistveno manj razvit v fosilih Dmanisi. Odkritje bi lahko resno vplivalo na znanstveno razumevanje človekovega razvoja, saj pomeni, da je H. Erectus zapustil Afriko, preden so človeški možgani prevzeli sodobno obliko, kar bi lahko spremenilo časovnico človeške evolucije.

## Najdišče
Zgodovinsko mesto Dmanisi je sestavljeno iz dveh večjih delov, ki obsegajo ostanke naselja, njegove utrdbe, cerkve, pokopališča in druge strukture. En del je pravo mesto, ki zavzema površino 13 ha na rtu ob sotočju rek Mašavera in Pinezauri, drugi del pa je sosednje predmestje, ki obsega 12 ha ob reki Pinezauri.

### Pravo mesto
Mesto je branilo bazaltno obzidje, ki je tvorilo veliko obzidje in utrjeno z oporniki, na vzhodu in z dolino Mašavera na severu in severozahodu, ki sega tu do globine 90 metrov. Južni del rta je zavzemala citadela, velika približno 3250 kvadratnih metrov. Bila je znotraj mestnega obzidja, ločena od mesta s posebnim obzidjem, z edinimi vrati. Citadela je vsebovala palačo, kopališče in druge stavbe. Na zahodu je 200 m dolg skrivni rov, ki je v veliki meri ohranjen do danes, vodil do reke Mašavera.
Skozi vrata je v mesto vstopila cesta z juga. Njeno nadaljevanje in ulice znotraj mesta so bile široke okoli 2,5 metra, tlakovane z velikimi kamnitimi ploščami in obrobljene z nizkim kamnitim zidom. Hiše v Dmanisiju so bile zgrajene iz nepravilnih linij bazalnih kamnov, z zidanimi kamini in nišami, notranjimi ometanimi zidovi in pri bogatejših hišah obloženi z zelenimi keramičnimi ploščicami. V porušenem mestnem jedru, tik pod citadelo, stoji Dmanisijeva stolna cerkev Sioni, zgodnjesrednjeveška triladijska bazilika z apsido ter bogato okrašenim narteksom, dodanim v začetku 13. stoletja. Severno od nje stoji majhna enoladijska cerkev sv. Marine, prezidana leta 1702, kar razkriva gruzijski napis nad njenim južnim portalom. Še bolj proti severovzhodu so razvaline še dveh manjših cerkva, v katerih so kamni z armenskimi napisi.

### Predmestje
Predmestje je bilo južno od pravega mesta. Vsebovalo je obsežno pokopališče iz 12.–14. stoletja, skoraj tako veliko kot samo mesto, sestavljeno iz krščanskih – gruzijskih in armenskih – ter večjih muslimanskih delov. Na krščanskem pokopališču so ohranjene ruševine manjše enoladijske cerkve. Ob desnem bregu Pinezaurija so razvaline treh kopališč.

## Muzej
Mesto Dmanisi je muzej na prostem, ki se upravlja kot del Gruzijskega narodnega muzeja kot Zgodovinski in arhitekturni muzej-rezervat Dmanisi. Muzej ima tudi razstavno dvorano, ki prikazuje več kot 2300 artefaktov. Muzej Dmanisi deluje sezonsko, od maja do oktobra. Stolnica Dmanisi Sioni in druge strukture na tem mestu so bile leta 2007 vpisane na seznam nepremičnih kulturnih spomenikov nacionalnega pomena.